# Aviateur (chanson)
Pour les articles homonymes, voir Aviateur.
Singles de Véronique Jannot
Mon héros préféré
(1988) Love me encore
(1989)

Aviateur est un single de Véronique Jannot, écrit par Alain Souchon et composé par Laurent Voulzy et paru en 1988 chez Carrère.

## Réception
Aviateur se classe durant vingt-deux semaines au Top 50, du 16 juillet 1988 au 10 décembre 1988, parvenant à atteindre la douzième position des meilleures ventes de singles le 1er octobre 1988. Vendu à 256 000 exemplaires, Aviateur sera certifié disque d'argent la même année (pour plus de 200 000 exemplaires vendus).

## Liste des titres
45 tours :
- Aviateur - 4:13
- Chagrin - 4:09

Maxi single (cd) :
- Aviateur - 4:30
- Aviateur (version longue) - 5:15
- Chagrin - 4:09